# Taktslag
Ett taktslag är en tidsenhet inom musikteori. Antalet taktslag per takt är antalet noter av den längd som anges i taktarten. Det vanligaste taktarten i västerländsk musik är fyra fjärdedelstakt (4/4), även kallat fyrtakt. Man räknar då fyra taktslag i varje takt och varje taktslag är lika med en fjärdedelsnot. Det får alltså plats fyra fjärdedelsnoter i en fyra fjärdedelstakt. Samma princip gäller för alla andra taktarter.